# Hansjörg Jäkle
Hansjörg Jäkle (Schonach im Schwarzwald, 19 oktober 1971) is een voormalig Duits schansspringer.

## Carrière
Jäkle begon als Noordse-Combinatieskiër maar stapte na de Duitse hereniging over naar het schansspringen. Jäkle behaalde zijn successen in de landenwedstrijd waarin hij in 1994 olympisch kampioen werd en vier jaar later de zilveren medaille won.

## Belangrijkste resultaten

### Olympische Winterspelen
| Editie | Plaats      | Resultaten                                             |
| ------ | ----------- | ------------------------------------------------------ |
| 1994   | Lillehammer | 24e grote schans · landenwedstrijd                     |
| 1998   | Nagano      | 17e kleine schans · 57e grote schans · landenwedstrijd |

### Wereldkampioenschappen schansspringen
| Jaar | Plaats      | Resultaten                                             |
| ---- | ----------- | ------------------------------------------------------ |
| 1995 | Thunder Bay | 26e kleine schans · 22e grote schans · landenwedstrijd |
| 1997 | Trondheim   | 29e kleine schans · 12e grote schans · landenwedstrijd |

### Wereldkampioenschappen skivliegen
| Jaar | Plaats     | Resultaten                |
| ---- | ---------- | ------------------------- |
| 1994 | Planica    | 10e individuele wedstrijd |
| 1998 | Oberstdorf | 10e individuele wedstrijd |

### Klassementen
| Seizoen   | Algm | 4S  |
| --------- | ---- | --- |
| 1993/1994 | 30e  | -   |
| 1994/1995 | 17e  | 14e |
| 1995/1996 | 64e  | -   |
| 1996/1997 | 23e  | 16e |
| 1997/1998 | 14e  | 15e |
| 1998/1999 | 24e  | 27e |
| 1999/2000 | 21e  | 18e |
| 2000/2001 | 50e  | 36e |
| 2001/2002 | 88e  | 55e |